# 빌 신케비치
볼레슬라프 윌리엄 필릭스 로버트 "빌" 신케비치(영어: Boleslav William Felix Robert "Bill" Sienkiewicz, 1958년 5월 3일 ~ )는 미국의 만화가이다. 일반적으로 만화 일러스트레이션에서 시도되지 않는 기법을 사용한 특유의 화풍으로 아이스너상을 비롯 수없이 많은 상을 받았다. 대표작으로는 마블 코믹스의 《문 나이트》, 《뉴 뮤턴트》 시리즈가 있다. 노벨문학상을 수상한 폴란드 작가 헨리크 시엔키에비치의 자손이라고 스스로 밝히고 있다.